# Witgeringd mosklokje
Het witgeringd mosklokje (Galerina jaapii) is een paddenstoel uit de Galerina familie. Hij leeft saprotroof op de grond, meestal tussen puntmossen (doorgaands Calliergon of Calliergonella) in vochtige bossen (elzenbroekbos) en struwelen (wilgenbroek), matig voedselrijke venen en duinvalleien op natte, venige bodems.

## Kenmerken

### Uiterlijke kenmerken
Het zijn slank vruchtlichamen met een met een witgeringde steel. 

### Microscopische kenmerken
De sporen zijn langwerpig, amandelvormige, fijnwrattig en meten sporen (10-14 x 5-7 µm). De basidiën zijn 2-sporig. 

## Verwarrende soorten
De witgeringd mosklokje verschilt van andere geringde mosklokjes door het hebben van tweesporige basidiën, langwerpig amandelvormige sporen en het ontbreken van pleurocystiden.

## Verspreiding
In Nederland komt het witgeringd mosklokje zeldzaam voor. Hij staat op de rode lijst in de categorie 'Bedreigd'.